# Sånga socken, Uppland
Sånga socken i Uppland ingick i Färentuna härad och är sedan 1971 en del av Ekerö kommun, från 2016 inom Färingsö distrikt.
Socknens areal är 27,07 kvadratkilometer, varav 26,53 land.  År 1953 fanns här 842 invånare. Tätorten Stenhamra, orten Svartsjö med Svartsjö slott, godset och kursgården Sånga-Säby samt sockenkyrkan Sånga kyrka ligger i socknen.

## Administrativ historik
Sånga socken omtalas i skriftliga handlingar första gången 1303 ('Deinde Sunga'). Sånga kyrkas äldsta delar dateras till 1100-talets slut.
Vid kommunreformen 1862 övergick socknens ansvar för de kyrkliga frågorna till Sånga församling och för de borgerliga frågorna till Sånga landskommun. Landskommunen uppgick 1952 i Färingsö landskommun som 1971 uppgick i Ekerö kommun. Församlingen uppgick 1992 i Färingsö församling.
1 januari 2016 inrättades distriktet Färingsö, med samma omfattning som Färingsö församling fick 1992, och vari detta sockenområde ingår.
Socknen har tillhört län, fögderier, tingslag och domsagor enligt vad som beskrivs i artikeln Färentuna härad. De indelta båtsmännen tillhörde Södra Roslags 2:a båtsmanskompani.

## Geografi
Sånga socken sträcker sig tvärs över den mellersta delen av Svartsjölandet med Långtarmen i väster och Lövstafjärden i öster och kring Igelviken och Svartsjöviken. Socknen har odlad slättbygd som inslag med skogbeväxta höjder.

## Fornlämningar
Från bronsåldern finns spridda gravrösen. Från järnåldern finns cirka 22 gravfält och tre fornborgar. Åtta runristningar har påträffats.

## Namnet
Namnet (1310 Sunga) kommer troligen från ett äldre önamn med oklar härledning.